# Lê Vượng
Lê Vượng (1918 - 21 tháng 10 năm 2021) là một nghệ sĩ nhiếp ảnh ở Việt Nam.

## Sự nghiệp
- Năm 1936, Lê Vượng bắt đầu gắn bó với nghệ thuật nhiếp ảnh.
- Năm 1930, ghi lại nhịp sống, phong cảnh và kiến trúc khắp thủ đô Hà Nội.
- Giai đoạn 1945 - 1954, ông tham gia kháng chiến chống Pháp, làm việc tại Thanh Hóa và ghi chép các tư liệu về chiến tranh Đông Dương bằng ảnh.
- Giai đoạn 1954 - 1962, Lê Vượng làm biên tập ảnh và sáng tác ảnh tại Nhà xuất Bản Mỹ thuật Âm nhạc.
- Năm 1962, khi Bảo tàng Mỹ thuật Việt Nam được thành lập, ông trở thành một trong những cán bộ đầu tiên của bảo tàng với nhiệm vụ ghi lại các tư liệu cần lưu giữ về mỹ thuật, kiến trúc cổ của Hà Nội và Việt Nam. Trong suốt thời gian làm việc tại đây, ông tạo ra khối lượng tác phẩm đồ sộ với hàng vạn cuộn phim tư liệu và hiện đang được lưu giữ tại Bảo tàng như những di sản ký ức vô giá.
- Năm 1985, ông nghỉ hưu, tiếp tục công việc sáng tác ảnh và tham gia các hoạt động của Hội Nghệ sĩ Nhiếp ảnh Việt Nam.
- Ông tham gia biên soạn nhiều tập sách ảnh giới thiệu về Việt Nam đất nước con người do UNESCO ấn hành như "Huế giữa chúng ta", "Nghề gốm mỹ nghệ Việt Nam" in tại Pháp năm 1983, "Việt Nam - đất nước của Bác Hồ" in tại Liên Xô 1985.
- Ông có nhiều tác phẩm tham gia triển lãm quốc tế như: tại Rumani năm 1967, 1971, 1973, 1975, 1977; tại Pháp năm 1971, 1972; tại Ba Lan năm 1975; tại Malaysia năm 1979; tại Liên Xô (cũ) năm 1980; tại Nhật Bản năm 1984; tại Thổ Nhĩ Kỳ năm 1993; tại Mỹ năm 1994; tại Hồng Kông (Trung Quốc), Pakistan, Canada năm 1997, tại Pháp năm 1998...[4] Ông có hơn 40 tác phẩm triển lãm ở Rumania vào tháng 9 năm 2006 nhân Hội nghị nguyên thủ các quốc gia nói tiếng Pháp.[5]
- Năm 2012, ông xuất bản cuốn sách ảnh khổ lớn mang tên "Những khoảnh khắc" có giá trị đối với giới làm nghệ thuật trong nước và quốc tế.[5]
- Ông là một trong 2 nhà nhiếp ảnh Việt Nam được Trung tâm giao lưu nghệ thuật Đông Dương tuyển chọn 2 tác phẩm "Lòng đất" và "Đường nét công nghiệp" để trưng bày tại Hoa Kỳ.

## Một số giải thưởng và tác phẩm tiêu biểu
- Tước hiệu A- FIAP của Liên đoàn Nhiếp ảnh Nghệ thuật quốc tế (FIAP)
- Giải thưởng Bifota (Đức) với tác phẩm Đôi bàn tay khéo (1967)
- Giải nhì triển lãm ảnh tại Liên Xô (1972) với tác phẩm Nghệ nhân Song Hỷ thêu tranh
- Huy chương đồng CHDC Đức năm 1973 cho tác phẩm "Ruộng bậc thang".
- Giải ACCU (Nhật) năm 1984 với tác phẩm Hội Đền Hùng
- Huy chương bạc FIAP năm 1996 với tác phẩm Lòng đất[4]
- Giải thưởng Bùi Xuân Phái năm 2016
- Huân chương Kháng chiến chống Mỹ cứu nước hạng nhất[6]
- Huân chương Lao động hạng ba

## Câu nói
"Tôi thích chụp những vẻ đẹp bình dị của cuộc sống. Đã có lúc tôi cảm thấy tức giận vì sự thiếu công bằng trong đối xử. Tôi không chịu được sự đố kỵ, bon chen, giả dối. Nhưng tình yêu nghệ thuật cho tôi vượt qua. Tôi lại đi chụp. Càng đi tôi càng cảm thấy khỏe ra, chụp thêm nhiều ảnh đẹp. Những chuyến đi có nhiều người, tôi không chụp những gì họ chụp, mà tôi chụp những gì tôi thích. Thật ra, tuổi tác đối với tôi chỉ là con số. Đam mê không có tuổi. Nghệ thuật không có tuổi"

## Đánh giá chung
Những tác phẩm của Lê Vượng được đánh giá là luôn có chất riêng và khó trộn lẫn với bất cứ tác giả đương thời nào; các tác phẩm không chỉ ghi lại một khoảnh khắc mà còn chất chứa nhiều yếu tố hội họa.
"Lê Vượng không chạy theo trường phái nào cả, ảnh của ông tìm cái đẹp cổ điển, chân phương, rất gần hội họa do bố cục, đường nét, màu sắc, nhất là ảnh phong cảnh. Không chỉ đẹp mà những bức ảnh của Lê Vượng nhiều ý nghĩa. Mặc dù lãng mạn, ảnh của ông lại mang tính chính xác, nhiều khi mang tính dân tộc học vì ông chụp cho Viện Bảo tàng Mỹ thuật hàng vạn phim ảnh làm tư liệu nghiên cứu" (nhà văn hóa Hữu Ngọc)
"Lê Vượng chụp ảnh đã thành tinh". (Nghệ sĩ nhiếp ảnh Quang Phùng)